# Palawaniella halleriae
Palawaniella halleriae är en svampart som först beskrevs av Dippen., och fick sitt nu gällande namn av Arx 1962. Palawaniella halleriae ingår i släktet Palawaniella och familjen Parmulariaceae.   Inga underarter finns listade i Catalogue of Life.